# 冈比亚—日本关系
冈比亚－日本关系（日语：日本とガンビアの関係）是冈比亚共和国与日本国之间的国际关系。

## 两国概要
|          | 冈比亚                   | 日本                        | 两国差距               |
| -------- | ------------------------ | --------------------------- | ---------------------- |
| 人口     | 270万5992人（2022年）    | 1億2512万人（2022年）       | 日本是冈比亚的约46.2倍 |
| 国土面积 | 1万1300平方千米          | 37万7972平方千米            | 日本是冈比亚的约33.4倍 |
| 首都     | 班珠尔                   | 東京都                      |                        |
| 最大城市 | 萨拉昆达                 | 東京都区部                  |                        |
| 政体     | 共和制，总统制           | 议会内阁制                  |                        |
| 公用語   | 英語                     | 日語（事实上）              |                        |
| 国教     | 无                       | 无                          |                        |
| 名义GDP  | 21億8719万美元（2022年） | 42564億1076万美元（2022年） | 日本是冈比亚的约1946倍 |

## 历史
1965年2月18日，冈比亚自英国独立，日本随即承认冈比亚。两国建交后，日本驻塞内加尔大使馆自1967年开始兼辖对冈比亚事务，但冈比亚并未派遣驻日大使或领事。不过，冈比亚任命了驻名古屋名誉总领事，日本也任命了驻班珠尔名誉总领事。
1982年，冈比亚与唯一的陆上邻国塞内加尔合并为塞内冈比亚邦联。此后，日本与塞内加尔和冈比亚的外交关系一度合并，直至1989年塞内冈比亚邦联解体后，日本才重新恢复与两国各自的外交关系。

## 现状
两国地理距离遥远，历史接触亦很少，不过通过日本主办的非洲开发会议，两国的间接交流持续深化。1970年至1990年期间，首任冈比亚总统达乌达·贾瓦拉曾六次访问日本，出席过明仁天皇即位典礼等活动。2013年6月，冈比亚总统叶海亚·贾梅赴日出席非洲开发会议，其间与时任日本首相安倍晋三举行了双边会谈。会谈中，贾梅就日本对冈比亚的援助表示了感谢，双方还讨论了关于日企进入冈比亚的事宜以及对冈比亚的进一步援助等议题。
冈比亚的主要援助国包括英国、美国、西班牙、德国、瑞典等。自1976年日本对冈比亚以“渔船增强计划”名义提供无偿贷款以来，日本也对冈比亚提供了为数不少的发展援助。1994年冈比亚政变以后，日本暂停了除紧急与人道主义援助外的一切对冈比亚援助项目，直至1997年政变主谋叶海亚·贾梅在民主选举中被选为总统，军政府管治时期结束后才再次恢复。2005年，两国订立了技术合作协议。目前，日本对冈比亚的援助主要集中在渔业、农业、防灾方面的技术支持、提供机器材料、支援建设、改善基础设施、粮食支援、矿产资源开发等方面，截至2017年，日本对冈比亚累计援助额超过200亿日元。此外，2015年冈比亚邻近的几内亚和利比里亚爆发埃博拉病毒疫情时，日本也对冈比亚施予了埃博拉出血热防治对策等相关支援。
贸易关系方面，冈比亚2019年的对日出口额为2885万日元，而对日进口额为3亿3762万日元，处于贸易赤字状态。冈比亚对日本出口的主要商品为饲料（冈比亚特产大米和玉米）和艺术品，而日本对冈比亚出口的主要商品则为各种机器等。由于冈比亚为世界最不发达国家之一，两国几乎没有任何游客往来。

## 事件
2023年5月3日，兵库县神户市的一名冈比亚籍穆斯林男性以瑞丘八幡神社奉祀真主之外的其他神为由破坏其赛钱箱，还以偶像崇拜为由将数尊地藏菩萨的头部切断。该名男子随后因涉嫌破坏器物而被逮捕。审讯中，他坚称“万物非主，唯有真主”“这里并没有神”云云，认为警察逮捕他的行为是非法的。